# États-Unis aux Jeux olympiques d'hiver de 2006
Les États-Unis sont représentés par 211 athlètes aux Jeux olympiques d'hiver de 2006 à Turin.

## Médailles
|            | Médaille d'or | Médaille d'argent | Médaille de bronze | Total |
| ---------- | ------------- | ----------------- | ------------------ | ----- |
| États-Unis | 9             | 9                 | 7                  | 25    |

- Liste des vainqueurs d'une médaille (par ordre chronologique)
  - Chad Hedrick  en patinage de vitesse sur 5000m H Résultats
  - Shaun White  en snowboard Halfpipe H Résultats
  - Daniel Kass  en snowboard Halfpipe H Résultats
  - Hannah Teter  en snowboard Halfpipe F Résultats
  - Gretchen Bleiler  en snowboard Halfpipe F Résultats
  - Joey Cheek  en patinage de vitesse sur 500m H Résultats
  - Ted Ligety  en ski alpin combiné H Résultats
  - Toby Dawson  en ski acrobatique en bosses H Résultats
  - Seth Wescott  en snowboard dans l'épreuve du cross H Résultats
  - Lindsey Jacobellis  en snowboard Cross F Résultats
  - Shani Davis  en patinage de vitesse dans l'épreuve du 1000m H Résultats
  - Joey Cheek  en patinage de vitesse dans l'épreuve du 1000m H Résultats
  - Apolo Anton Ohno  en Short-track sur 1 000 m H Résultats
  - L'équipe des États-Unis de hockey sur glace féminin  en hockey sur glace féminin Résultats
  - Tanith Belbin et Benjamin Agosto  en patinage artistique (danse sur glace) Résultats
  - Shani Davis  en patinage de vitesse sur 1500 m H Résultats
  - Chad Hedrick  en patinage de vitesse sur 1500 m H Résultats
  - Shauna Rohbock et Valerie Fleming  en bobsleigh en bob à deux F Résultats
  - Rosey Fletcher  en snowboard en slalom géant parallèle Résultats
  - Sasha Cohen  en patinage artistique femmes Résultats
  - Julia Mancuso  en ski alpin en Slalom géant F Résultats
  - Pete Fenson, Shawn Rojeski, Joe Polo, John Shuster et Scott Baird  en Curling H Résultats
  - Chad Hedrick  en patinage de vitesse sur 10 000 m H Résultats
  - Apolo Anton Ohno  en Short-track sur 500 m H Résultats
  - Alex Izykowski, J.P. Kepka, Apolo Anton Ohno et Rusty Smith  en Short-track en relais sur 5000 m H Résultats

## Épreuves

### Biathlon
Hommes
- Lowell Bailey
- Tim Burke
- Jay Hakkinen
- Brian Olsen
- Jeremy Teela

Femmes
- Lanny Barnes
- Tracy Barnes
- Sarah Konrad
- Rachel Steer

### Bobsleigh
Hommes
- - Todd Hays
  - Steven Holcomb
  - Randy Jones
  - Pavle Jovanovic
  - Brock Kreitzburg
  - Steve Mesler
  - Bill Schuffenhauer
  - Lorenzo Smith III
  - Curt Tomasevicz

Femmes
- - Valerie Fleming
  - Vonetta Flowers
  - Bethany Hart
  - Jean Prahm
  - Shauna Rohbock

### Combiné nordique
Hommes
- Eric Camerota
- Carl Van Loan

### Curling
Hommes
- Pete Fenson
- Scott Baird
- Joseph Polo
- Shawn Rojeski
- John Shuster

Femmes
- Cassandra Johnson
- Maureen Brunt
- Courtney George
- Jamie Johnson
- Jessica Schultz

### Hockey sur glace
Hommes
- Rick DiPietro
- Robert Esche
- John Grahame
- Chris Chelios
- Derian Hatcher
- Bret Hedican
- Jordan Leopold
- John-Michael Liles
- Brian Rafalski
- Mathieu Schneider
- Jason Blake
- Erik Cole
- Craig Conroy
- Chris Drury
- Brian Gionta
- Scott Gomez
- Bill Guerin
- Mike Knuble
- Mike Modano
- Mark Parrish
- Brian Rolston
- Keith Tkachuk
- Doug Weight

Femmes
- Pam Dreyer
- Chanda Gunn
- Courtney Kennedy
- Angela Ruggiero
- Lyndsay Wall
- Helen Resor
- Caitlin Cahow
- Molly Engstrom
- Jamie Hagerman
- Krissy Wendell
- Kim Insalaco
- Jenny Potter
- Julie Chu
- Kelly Stephens
- Kathleen Kauth Kristin King
- Katie King
- Natalie Darwitz
- Tricia Dunn-Luoma
- Sarah Parsons

### Luge
Hommes
- Tony Benshoof
- Preston Griffall
- Mark Grimmette
- Dan Joye
- Brian Martin
- Jonathan Myles
- Christian Niccum

Femmes
- Erin Hamlin
- Samantha Retrosi
- Courtney Zablocki

### Patinage artistique
Hommes
- Evan Lysacek
- Matthew Savoie
- Johnny Weir

Femmes
- Sasha Cohen
- Kimmie Meissner
- Emily Hughes
  - Michelle Kwan

Couples
- Rena Inoue & John Baldwin Jr.
- Marcy Hinzmann & Aaron Parchem

Dance sur glace
- Tanith Belbin & Benjamin Agosto
- Melissa Gregory & Denis Petukhov
- Jamie Silverstein & Ryan O'Meara

### Patinage de vitesse
Hommes
- K.C. Boutiette
- Kip Carpenter
- Joey Cheek
- Shani Davis
- Casey FitzRandolph
- Tucker Fredricks
- Chad Hedrick
- Charles Leveille
- Clay Mull
- Derek Parra

Femmes
- Margaret Crowley
- Kristine Holzer
- Maria Lamb
- Elli Ochowicz
- Catherine Raney
- Jennifer Rodriguez
- Amy Sannes
- Chris Witty

### Short-track
Hommes
- Alex Izykowski
- J.P. Kepka
- Anthony Lobello
- Apolo Anton Ohno
- Rusty Smith

Femmes
- Allison Baver
- Kimberly Derrick
- Maria Garcia
- Caroline Hallisey
- Hyo-Jung Kim

### Saut à ski
Hommes
- Alan Alborn
- Jim Denney
- Anders Johnson
- Clint Jones
- Tommy Schwall

### Skeleton
Hommes
- Eric Bernotas
- Kevin Ellis
- Zach Lund

Femmes
- Katie Uhlaender

### Ski acrobatique
Hommes
- Jeremy Bloom
- Travis Cabral
- Toby Dawson
- Travis Mayer

Femmes
- Shannon Bahrke
- Hannah Kearney
- Michelle Roark
- Jillian Vogtli

### Ski alpin
Hommes
- James Cochran
- Chip Knight
- Ted Ligety
- Scott Macartney
- Bode Miller
- Steven Nyman
- Daron Rahlves
- Erik Schlopy
- Marco Sullivan

Femmes
- Kirsten Clark
- Stacey Cook
- Lindsey Kildow
- Kristina Koznick
- Caroline Lalive
- Libby Ludlow
- Julia Mancuso
- Kaylin Richardson
- Sarah Schleper
- Resi Stiegler

### Ski de fond
Hommes
- Chris Cook
- Lars Flora
- Justin Freeman
- Kris Freeman
- Andrew Johnson
- Torin Koos
- Andy Newell
- James Southam
- Carl Swenson
- Leif Zimmermann

Femmes
- Rebecca Dussault
- Sarah Konrad
- Abigail Larson
- Kikkan Randall
- Wendy Wagner
- Lindsey Weier
- Lindsay Williams

### Snowboard
Hommes
- Jayson Hale
- Nate Holland
- Jason Smith
- Seth Wescott
- Mason Aguirre
- Andy Finch
- Danny Kass
- Shaun White
- Tyler Jewell

Femmes
- Gretchen Bleiler
- Kelly Clark
- Elena Hight
- Hannah Teter
- Rosey Fletcher
- Michelle Gorgone
- Lindsey Jacobellis